# Nowowinnickoje
Nowowinnickoje (ros. Нововинницкое) – osiedle w Rosji, w obwodzie orenburskim, w rejonie adamowskim. W 2010 liczyło 269 mieszkańców.